# 基容陨石坑

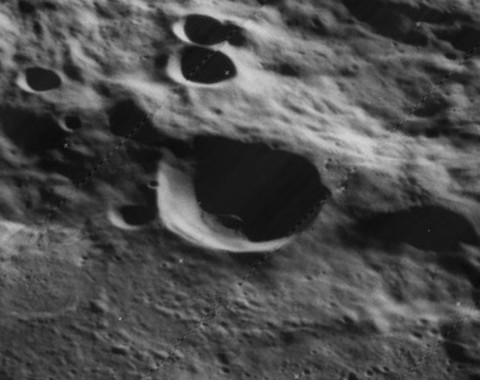
月球轨道器5号拍摄的西南向斜视图

基容陨石坑（Kearons）是位于月球背面南半部的一座撞击坑，约形成于38-32亿年前的晚雨海世，其名称取自美国圣公会牧师暨业余天文学家威廉·梅布里克·基容，1970年被国际天文学联合会正式接受。

## 描述
该陨坑位于东方海撞击盆地西北，坐落在环科迪勒拉山脉的巨大喷发覆盖裙中，由于附近所有的撞击坑都已被喷出物掩埋，因而，它显得较为孤单，只有南部和东北偏北稍远处分布着较大的路易斯陨石坑和格拉乔夫陨石坑。该陨坑中心月面坐标为11°35′S 112°55′W / 11.59°S 112.92°W，直径27.99公里，深约1.97公里。
基容陨石坑外观轮廓呈圆形多边形状，受侵蚀程度较轻，东侧壁尖峭清晰，西侧壁则略有磨损。西北坑沿上横跨了一座小撞击坑。陨坑内侧坡面平整，坑壁最大高出周边地形890米，内部容积约有523.79立方千米。坑内表面没有醒目的地貌结构，中心点偏东北矗立着一座小中央峰。
距基容陨石坑西南约30公里处，坐落了一座环绕着射纹系统的小陨坑，它的射纹束向南、北及西南延伸达100公里。

## 卫星陨石坑
按惯例，最靠近基容陨石坑的卫星坑在月图上以字母标注在该坑中心点的旁边。

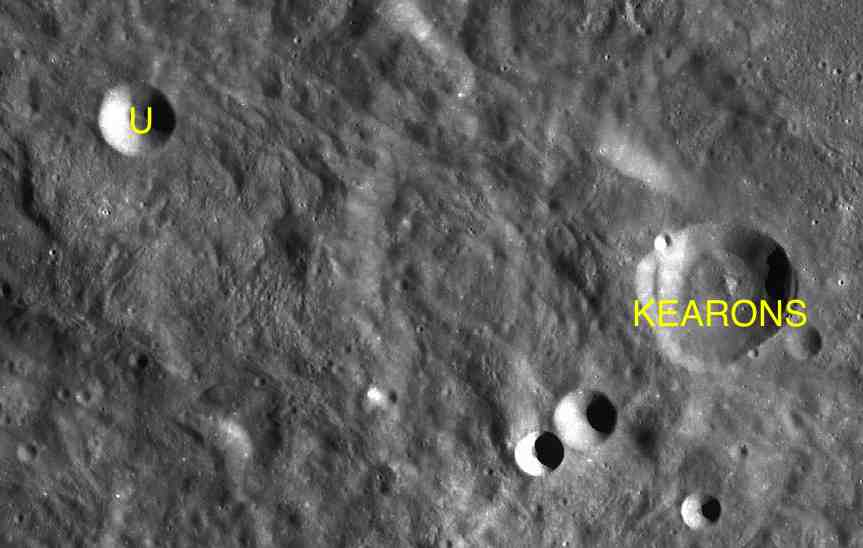
LAC-89 区域图

| 基容 | 纬度     | 经度      | 直径     |
| ---- | -------- | --------- | -------- |
| U    | 10.62° S | 116.22° W | 12.7公里 |

## 另请参阅
- Andersson, L. E.; Whitaker, E. A. . NASA RP-1097. 1982.
- Blue, Jennifer. . USGS. July 25, 2007  [2007-08-05]. （原始内容存档于2014-09-24）.
- Bussey, B.; Spudis, P. . New York: Cambridge University Press. 2004. ISBN 978-0-521-81528-4.
- Cocks, Elijah E.; Cocks, Josiah C. . Tudor Publishers. 1995. ISBN 978-0-936389-27-1.
- McDowell, Jonathan. . Jonathan's Space Report. July 15, 2007  [2007-10-24]. （原始内容存档于2012-05-26）.
- Menzel, D. H.; Minnaert, M.; Levin, B.; Dollfus, A.; Bell, B. . Space Science Reviews. 1971, 12 (2): 136–186. Bibcode:1971SSRv...12..136M. doi:10.1007/BF00171763.
- Moore, Patrick. . Sterling Publishing Co. 2001. ISBN 978-0-304-35469-6.
- Price, Fred W. . Cambridge University Press. 1988. ISBN 978-0-521-33500-3.
- Rükl, Antonín. . Kalmbach Books. 1990. ISBN 978-0-913135-17-4.
- Webb, Rev. T. W.  6th revised. Dover. 1962. ISBN 978-0-486-20917-3.
- Whitaker, Ewen A. . Cambridge University Press. 1999. ISBN 978-0-521-62248-6.
- Wlasuk, Peter T. . Springer. 2000. ISBN 978-1-85233-193-1.